# Port lotniczy Dźodhpur
Port lotniczy Dźodhpur (IATA: JDH, ICAO: VIJO) – port lotniczy położony w Dźodhpur, w stanie Radźasthan, w Indiach.

## Linie lotnicze i połączenia
| Linia Lotnicza  | Kierunek                                                                               |
| --------------- | -------------------------------------------------------------------------------------- |
| Air India       | 1. Delhi 2. Mumbaj                                                                     |
| IndiGo Airlines | 1. Ahmadabad 2. Bengaluru 3. Delhi 4. Hajdarabad 5. Indore 6. Jaipur 7. Mumbaj 8. Pune |